# Incidente nucleare di Damascus
L'incidente nucleare di Damascus è avvenuto tra il 18 e il 19 settembre 1980 presso il Launch Complex 374-7 nella zona rurale dell'Arkansas quando un missile balistico intercontinentale LGM-25C Titan II dell'United States Air Force, caricato con una testata W53 da 9 megatoni, ha subito un'esplosione di propellente liquido all'interno del suo silo.
L'incidente è iniziato con una perdita di carburante alle 18:30 del 18 settembre ed è culminato con l'esplosione alle 3 circa del 19 settembre, che ha causato l'espulsione della testata dal silo. La testata è atterrata a breve distanza e non è andato perso alcun materiale radioattivo.

## Complesso di lancio

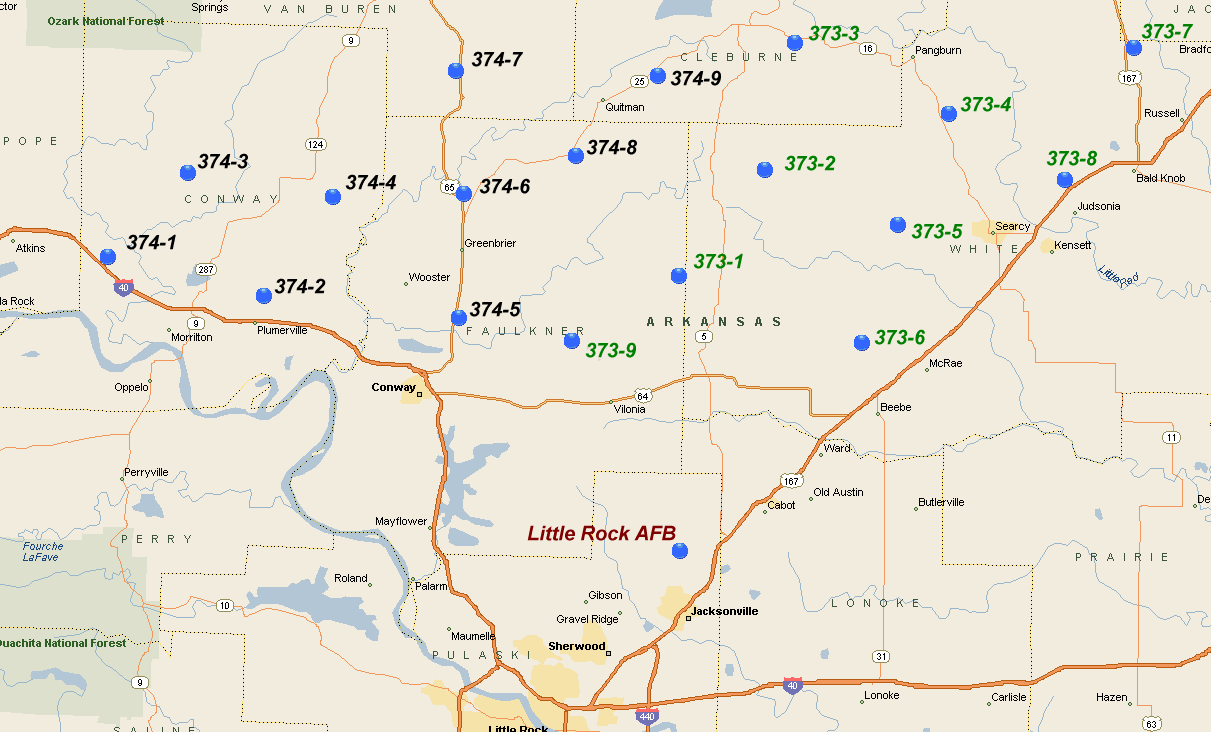
Siti dei missili strategici del 373th e 374th Strategic Missile Squadron, alle dipendenze del 308th Strategic Missile Wing.

Il Launch Complex 374-7 era situato nella Bradley Township, un terreno agricolo nella contea di Van Buren, a 5,3 km a nord-nord-est di Damascus e circa 52 miglia (84 km) a nord di Little Rock.
La struttura dello Strategic Air Command della Little Rock Air Force Base era, al momento dell'esplosione, uno dei diciotto silo sotto il comando del 308° Strategic Missile Wing, in particolare uno dei nove silos del 374° Strategic Missile Squadron.

## Incidente
Giovedì 18 settembre 1980 intorno alle 18:30  David F. Powell e Jeffrey Plumb, due aviatori della squadra A del Propellant Transfer System (PTS), stavano controllando la pressione del serbatoio dell'ossidante di un missile Titan II presso il Launch Complex 374-7 della Little Rock Air Force Base.
Powell aveva portato nel silo una chiave a bussola, lunga 3 piedi (0,91 m) e pesante 25 libbre (11 kg), invece di una chiave dinamometrica, quest'ultima imposta allora da due mesi dai regolamenti dell'Air Force.  Powell ha affermato in seguito che era già sottoterra con la sua tuta di sicurezza quando si era reso conto di aver portato la chiave sbagliata. La bussola di 9 libbre (4,1 kg) si è staccata dal cricchetto ed è caduta per circa 80 piedi (24 m) prima di rimbalzare contro la piattaforma di sostegno e perforare la struttura del missile sopra il serbatoio del primo stadio, causando la fuoriuscita di una nube di carburante Aerozine 50, un propellente ipergolico con l'ossidante del Titan II, il tetrossido di azoto, che era conservato in un secondo serbatoio nel primo stadio del razzo, direttamente sopra il serbatoio del carburante e sotto il secondo stadio e la sua testata nucleare W-53 da nove megatoni. 
L'equipaggio di combattimento missilistico e la squadra PTS hanno evacuato il centro di controllo del lancio mentre le squadre di intervento militari e civili sono arrivate per gestire la situazione critica. Il tenente generale Lloyd R. Leavitt Jr., vice comandante dello Strategic Air Command, ha guidato gli sforzi per salvare il complesso di lancio. Si temeva un possibile crollo del serbatoio del primo stadio, ormai vuoto, che avrebbe potuto causare la caduta e la rottura del resto del missile, permettendo all'ossidante di entrare in contatto con il carburante già fuoriuscito nel silo.

### Esplosione

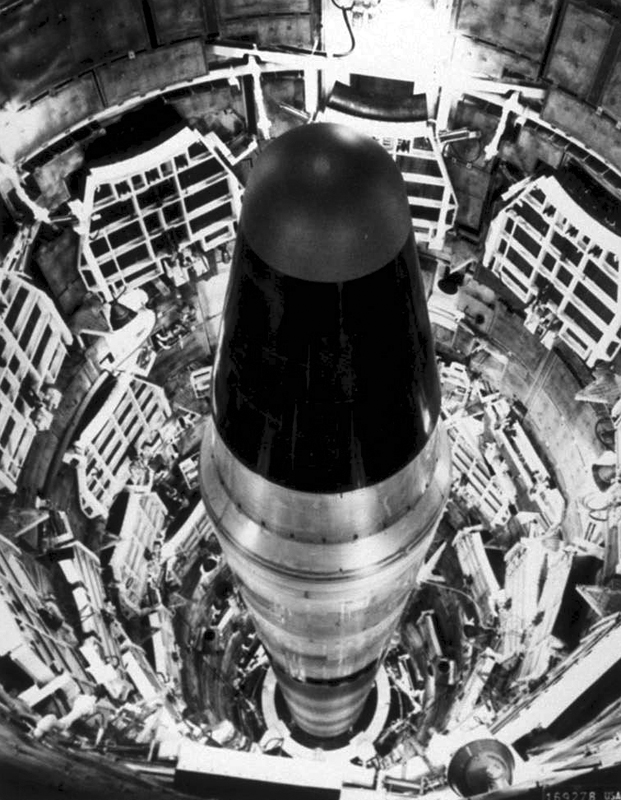
Un ICBM Titan II nel suo silo di lancio

Nelle prime ore del mattino del 19 settembre una squadra investigativa del PTS composta dal Senior Airman David Lee Livingston e dal Sergente Jeff K. Kennedy è entrata nel silo. Poiché i loro rilevatori di gas indicavano un'atmosfera esplosiva ai due è stato ordinato di evacuare. Successivamente alla squadra è stato ordinato di rientrare nel silo per accendere una ventola di scarico. Livingston è rientrato nel silo per eseguire l'ordine e poco dopo, intorno alle 3:00, il carburante ipergolico è esploso, probabilmente a causa di un arco elettrico nella ventola di scarico. L'esplosione iniziale ha spinto il portello del silo da 740 tonnellate lontano dal silo e ha espulso il secondo stadio e la testata. Una volta fuori dal silo il secondo stadio è esploso. La testata W53 è atterrata a circa 100 piedi (30 m) dal cancello di ingresso del complesso di lancio. Le sue caratteristiche di sicurezza hanno impedito qualsiasi perdita di materiale radioattivo o detonazione nucleare.

### Conseguenze
Livingston è morto in ospedale e altre 21 persone che si trovavano nelle immediate vicinanze dell'esplosione sono rimaste ferite. Kennedy ha avuto problemi respiratori dovuti all'inalazione di ossidante ma è sopravvissuto. Livingston è stato promosso postumo a Staff Sergeant. Kennedy, inizialmente lodato come un eroe, in seguito ha ricevuto una lettera ufficiale di rimprovero per il suo primo ingresso nel complesso in quanto è emerso che non aveva rispettato l'ordine di stare lontano.
All'alba l'Air Force ha recuperato la testata che è stata riportata all'impianto di assemblaggio di armi di Pantex.
L'intero complesso di lancio dei missili è stato distrutto e non è mai stato ricostruito per motivi di costi. Tonnellate di detriti sono stati raccolte dai 400 acri (1,6 km²) che circondavano la struttura e il sito è stato sepolto sotto un cumulo di ghiaia, terra e piccoli detriti di cemento. Il terreno è ora di proprietà privata. Il sito è stato inserito nel National Register of Historic Places il 18 febbraio 2000.

## Nei media
Un film per la televisione del 1988, Emergenza nucleare, è basato su questo evento.
L'episodio Il terzo incomodo della serie televisiva Scorpion è in gran parte basata su questo evento.
Nel settembre 2013 Eric Schlosser ha pubblicato un libro, intitolato Comando e controllo. Il mondo a un passo dall'apocalisse nucleare (Command and Control: Nuclear Weapons, the Damascus Accident, and the Illusion of Safety), che si concentra sull'incidente di Damascus e su altri incidenti broken arrow durante la guerra fredda. Il 10 gennaio 2017 è stato distribuito dalla PBS, come parte della serie American Experience, un documentario intitolato Command and Control del regista Robert Kenner, basato sul libro di Schlosser.
Il racconto di Jeffrey Plumb sul suo ruolo nell'incidente è stato inserito in un episodio del 2017 della trasmissione This American Life di WBEZ.